# Disfenoid
Disfenoid  (tudi enakokraki tetraeder) je v geometriji tetraeder, ki ima za stranske ploskve skladne trikotnike z ostrimi koti  Lahko se opiše tudi kot tetraeder v katerem sta vsaka dva robova, ki sta si nasprotna, enako dolga. Vsi prostorski koti in slika oglišč so enaki, vsota kotov pri stranskih ploskvah je enaka pravem kotom. Disfenoid ni pravilni polieder, ker njegove stranske ploskve niso pravilni mnogokotniki.

## Posebni primeri
Stranske ploskve tetragonalnega disfenoida so enakokrake, stranske ploskve rombskega disfenoida pa so ostrokotne. Kadar pa so vse stranske ploskve enakostranični trikotniki, se dobi pravilni tetraeder, ki pa običajno ne velja za disfenoid. 

## Značilnosti
Tetraeder je disfenoid samo, če in samo, če ima očrtani paralelepiped prave kote.
Tetraeder je disfenoid samo, če središče očrtane in včrtane sfere sovpadata. Naslednja značilnost pravi, da takrat, ko so d1, d2 in d3 po vrsti skupne pravokotnice na AB in CD, oziroma na AD in BC v tetraedru ABCD, potem je tetraeder disfenoid samo, če in samo, če so d1, d2 in d3 paroma pravokotni.

## Obrazci
Prostornina disfenoida, ki ima nasprotne robove enake l, m in n je enaka:
{\displaystyle V={\sqrt {\frac {(l^{2}+m^{2}-n^{2})(l^{2}-m^{2}+n^{2})(-l^{2}+m^{2}+n^{2})}{72}}}.}.
Včrtana sfera ima polmer 
{\displaystyle \displaystyle 16T^{2}R^{2}=l^{2}m^{2}n^{2}+9V^{2}.}
Očrtana sfera ima polmer 
{\displaystyle r={\frac {3V}{4T}}}
kjer je:
- {\displaystyle V} prostornina
- {\displaystyle T} je ploščina poljubne stranske ploskve, ki je dana s Heronovo formulo. Obstoja tudi povezava med prostornino in očrtano krožnico

{\displaystyle \displaystyle 16T^{2}R^{2}=l^{2}m^{2}n^{2}+9V^{2}.} 
Kvadrat dolžine bimediane (črta, ki povezuje srednje točke dveh nasprotnih robov, tetraeder ima tri bimediane) je:
{\displaystyle {\tfrac {1}{2}}(l^{2}+m^{2}-n^{2}),\quad {\tfrac {1}{2}}(l^{2}-m^{2}+n^{2}),\quad {\tfrac {1}{2}}(-l^{2}+m^{2}+n^{2}).}

## Nekatere značilnosti
- kadar imajo štiri stranske ploskve tetraedra enak obseg, je tetraeder disfenoid [3]
- kadar imajo štiri stranske ploskve tetraedra enako ploščino, potem je to disfenoid [2] [3]
- središči včrtane in očrtane sfere sovpadata s težiščem disfenoida [4]
- bimediane, ki so pravokotne na robove, so povezane med seboj [4]